# سفر به آمریکا (فیلم ۲۰۱۴)
شام آخر (انگلیسی: Going to America) یک فیلم است که در سال ۲۰۱۴ منتشر شد.